# إنيغما (فرقة)
إنيغما أو إينيجما ((بالإنجليزية: ENIGMA)) هي فرقة للموسيقى الإلكترونية وموسيقى العصر الجديد أسسها مايكل كريتو عام 1990 في ألمانيا ومعه ديفيد فيرستين وفرانك بيترسون.
عندما تقلب غلاف ألبوم إنيغما فإنك لن تجد سوى العبارة المعهودة "Produced By Michael Cretu" أي أن الألبوم تم إعداده بواسطة مايكل كريتو.

## الأعضاء الحاليون
- مايكل كريتو (Michael Cretu) (من عام 1990 - الوقت الحاضر): هو مغني، كاتب للأغاني، عازف، ملحن، موزع ومنتج. ولد في 18 مايو 1957 في رومانيا. إنه إنيغما، إنه الشخص الذي عمل وأنتج الألبوم الأول في أواخر عام 1990.

في عام 1965 بدأت رحلت كريتو الموسيقية بالتحاقة بمدرسة للشباب والموسيقيين الموهوبين، وذلك في حدود الثامنة من عمره، وكانت وقتها البيانو هي الآلة الموسيقية الرئيسية بالنسبة إليه، حيث بدأ يعزف البيانو في الخامسة من عمره. وفي عام 1968 انتقل إلى باريس حيث درس الموسيقى هناك لمدة خمسة أشهر. وفي عام 1975 أي في عمر الثامنة عشر غادر رومانيا منتقلاً إلى هامبورغ حيث دخل كلية الموسيقى في فرانكفورت، وكان في تلك الفترة يعزف للبعض مقابل المال لكي يؤمن تكاليف الدراسة، تخرج من الكلية سنة 1978 بتقدير امتياز، وبدأ العمل كمؤلف موسيقي في الأستوديوهات، وكذلك كموزع للأغاني.
أصدر أول ألبوم خاص له عام 1979 وكان اسمه «قمر، ضوء وأزهار، Moon, Light And Flowers»، وحصل على الجائزة الذهبية كمنتج للألبوم، وأصدر ألبوماً في أواخر عام 1983. وفي عام 1985 حصل على مراكز متقدمة كأفضل منتج وأفضل كاتب للأغاني.
ومع بداية التسعينات بدأ مايكل فعلياً في التحضير لعمل مشروع ذو طابع مختلف، وكانت النتيجة هي باكورة سلسلة إنيغما ذلك الألبوم الذي أصدر في أواخر العام 1990 حيث لقي نجاحاً باهراً بفضل موسيقاه الإلهامية مثل لحن «حزن، Sadness» و«أنا المذنب، Mea Culpa».
وكان مايكل كريتو قبل ولادة إنيغما وحتى هذا اليوم منتجاً للكثير من المغنين، ومن ضمنهم ساندرا.
يقال أن مايكل كريتو كثير التدخين، حيث أنه لا يستطيع ترك يده فارغة، ويقال أيضا أنه يستخدم يده اليسرى بمهارة أكثر من اليد اليمنى، ويرجعون السبب في ذلك لأنه يضع الساعة في يده اليمنى، والصورة خير برهان.
- آندرو دونالدز (Andro Donlads) (من عام 1990 - الوقت الحاضر)

مغني جامايكي، طوله يصل إلى المترين، صوته قوي جداً. غنى أغنية «صليبيون حديثون، Modern Crusaders» في الألبوم الرابع. كذلك تستطيع تمييز صوته في أغنية «الشاشة التي وراء المرآة، The Screen Behind The Mirror». أنتج مايكل له ألبوماً بعد إصدار الألبوم الرابع لإنيغما.

## الأعضاء السابقون
- ساندرا (Sandra Ann Lauer) (بين عامي 1990 - 2003)

أو «ساندرا كريتو». ولدت عام 1962، بدأت الغناء وهي صغيرة، أصدرت أول ألبوم لها سنة 1974 أي في عمر الرابعة عشرة. ثم تشاركت مع فتاتين لتكوين فرقة اسمها أرابيسك (Arabesque) في عام 1979. وفي عام 1985 أكملت مشوارها الفني منفردة وذلك بإصدارها ألبوم «اللعب الطويل» (The Long Play)، وبعده ألبوم في أواخر عام 1986 باسم «مرايا، Mirrors». ويليه «الحب الأبدي، Eternal Love» في 1988. وقبل بداية مشروع إنيغما بقليل أصدرت ألبوم «الرسم باللون الأصفر، Paintings in Yellow». ثم شاركت في إعداد «إنيغما MCMXC a.D» (الألبوم الأول) سنة 1990، وبعد النجاح الذي حققه هذا الألبوم، أصدرت هي ألبومها «قريب من سبعة، Close to Seven» في 1992 والذي لاقى نجاحاً كبيراً. ويقول البعض أن سبب نجاح ألبومها هو نجاح ألبوم إنيغما الأول. حيث أن مايكل كريتو كتب لها كلمات الأغاني وأنتج لها الألبوم. وشاركت بالطبع في الألبوم الثاني لإنيغما «صليب التغيير، The Cross Of Changes» سنة 1993. كذلك أصدرت هي ألبومها «الظلام المتلاشي» (Fading Shades) عام 1995، وأيضا شاركت في الألبوم الثالث "Enigma Le Roi Est Mort" Vive Le Roi الذي أصدر في 1996. ساندرا أصدرت أسطوانتين في 1999 تحت عنوان «مفضلتي، My Favorite» وهما عبارة عن مجموعة من أفضل أغانيها. وأخيراً أتت مشاركتها في الألبوم الأخير «الشاشة التي وراء المرآة، The Screen Behind The Mirror» الذي أصدر في مطلع عام 2000.
التقى مايكل بساندرا سنة 1982 وكانت بينهم علاقة عاطفية قوية في تلك الفترة، وتم تزوجا في 7 فبراير 1988، وعاشا في ايبيزا حيث يملك مايكل الأستوديو الخاص به "A.R.T Studios" في إسبانيا لكنهما انفصلا فيما بعد.
- لويزا ستانلي (Louisa Stanley)

بريطانية الأصل، شاركت في أداء بعض الأصوات في الألبومين الثاني والثالث. ويقال أنها شاركت في الألبوم الأول. تتشارك لويزا عادة مع ساندرا في أداء الأصوات.
- فرانك بيترسون (Frank Peterson) (بين عامي 1990 - 1991)

ساعد فرانك بكتابته للأغاني في الألبوم الأول، لكنه لم يشارك في أي من الألبومات الأخرى. كان فرانك من أفضل أصدقاء مايكل كريتو. ولكن العلاقة ساءت بينهم كثيراً بعد إصدار الألبوم الأول. وقد ظلت الحقيقة غامضة لفترة إلى أن تكلم مايكل عن ذلك لأحدى المجلات الفرنسية في 1994. ويرجح مايكل السبب لأن فرانك أنتج له ألبوماً خاصاً بعد إصدار الألبوم الأول لإنيغما دون أن يخبر مايكل بذلك. ولعل الأدهى من ذلك أن فرانك سرق أسلوب إنيغما نفسه. وبلا شك فقد كان يعرف كل أسرار إنيغما من طرق الإنتاج والأدوات الموسيقية المستخدمة في الألبوم وغير ذلك، كل هذا أغضب مايكل كريتو وأثر سلباً على العلاقة بينهما.
- ديفيد فيرستين (David Fairstein) (بين عامي 1990 - 1999)

شارك ديفيد في جميع ألبومات إنيغما بداية بالألبوم الأول، حيث أنه قام بإعادة توزيع لأغنية «مبادئ الشهوة، Principles of Lust»، وكذلك قام بكتابة مجموعة من الأغاني من ضمنها «أنا أحبك.. سأقتلك، I Love You, I'll Kill You» و«حلم الدولفين، The Dream Of The Dolphin» من الألبوم الثاني، وكذلك «ما وراء الخفاء، Beyond The Invisible» و«الدوران منظور الحياة، The Roundabout» من الألبوم الثالث. كذلك شارك في كتابة أغاني الألبوم الرابع وتحديداً أغنية «رائحة الرغبة، Smell Of Desire».
- آندي هارد (Andy Hard - Angel)

قام بأداء أغنية «العودة إلى البراءة، Return To Innocence» من الألبوم الثاني والتي تصدرت مراكز متقدمة في الكثير من المسابقات.
- بيتر كورنليوس (Peter Cornelius) (بين عامي 1990 - 1996)

هو مغني وكاتب للأغاني، ولد في 29 يناير 1951، أصدر الكثير من الألبومات الخاصة به منذ 1980. وقد تعاون مع مايكل كريتو في ألبوم مشترك بينهما سنة 1992 إلا أن هذا الألبوم كان باللغة الألمانية وكان اسمه «كورنليوس وكريتو». أما عن مشاركاته مع إنيغما فكانت في الألبوم الثاني، حيث أظهر قدرته بالعزف على الجيتار الكهربائي وذلك في أغنية «أنا أحبك.. سأقتلك، I Love You.. I`ll Kill You». كما شارك بيتر في الألبوم الثالث وتحديداً في أغنية «الطفل فينا، The Child In Us» حيث أدى عزف الجيتار في هذه الأغنية أيضاً.
- جينس غاد (Jens Gad) (بين عامي 1993 - 2003)

مغني، منتج وعازف غيتار. عمل أغلب معزوفات الإيتار في الألبوم الثاني «صليب التغييرات، The Cross Of Changes». ومن ضمنها أغنية «العودة إلى البراءة» - الإصدار الطويل والخالد (Return To Innocence - Alive Version & Long)، وهي إحدى الإصدارات المعاد توزيعها من الأغنية الأصلية «العودة إلى البراءة». وعمل أيضا إصدارين معاد توزيعهما من أغنية «عيون الحقيقة، The Eyes Of Truth». بالإضافة إلى إعادة توزيع لأغنية «عصر الوحدة، Age Of Loneliness» وإصدارين من «خارجٌ من الأعماق، Out From The Deep». كذلك شارك في عزف الجيتار للألبوم الرابع.
- إليزابيث هوغتون (Elizabeth Houghton) (بين عامي 1999 - 2003)

مغنية بريطانية، شاركت في أداء بعض الأصوات في ألبوم «الشاشة التي وراء المرآة، The Screen Behind The Mirror»، هي أساساً عضو في فرقة الزيتون البريطانية. كان لها دور مميز في الألبوم الرابع. غنت أغنية «جاذبية الحب، Gravity Of Love» وكذلك أغنية «الصمت يجب أن يُسمع، Silence Must Be Heard». صوتها جميل جداً وأعطى الأغنيتين رونقاً مختلف.

## جوائز
- جوائز الموسيقى العالمية
  - أشهر فنان ألماني منفرد، 2002.[6]
- جائزة إيكو [7]
  - أنجح إنتاج ألماني، 1991
  - أفضل تسويق، 1992
  - أفضل فنان محلي، 1992
  - أنجح إنتاج ألماني، 1995
  - «ما وراء الخفاء، Beyond The Invisible»
- أكثر من 100 جائزة بلاتينة على المستوى العالمي [8][8]
  - 7 جوائز بلاتينية من اتحاد صناعة التسجيلات الأميريكية
  - جائزتان ذهبيتان من اتحاد صناعة التسجيلات الأميريكية
  - 5 جوائز بلاتينية من صناعة الصوت البريطاني
  - جائزتان ذهبيتان من صناعة الصوت البريطاني

## ألبومات

غلاف ألبوم "MCMXC a.D." إنتاج عام 1990
غلاف ألبوم "صليب التغييرات، The Cross Of Changes" إنتاج عام 1991
غلاف ألبوم "عاش الملك.. مات الملك، Le Roi Est Mort, Vive Le Roi" إنتاج عام 1996
غلاف ألبوم "الشاشة التي وراء المرآة، The Screen Behind The Mirror" إنتاج عام 1999
غلاف ألبوم "رحالة، Voyageur" إنتاج عام 2003
غلاف ألبوم "اللاحق، A Posteriori" إنتاج عام 2006
غلاف ألبوم "سبعة أرواح متعددة الوجوه، Seven Lives Many Faces" إنتاج عام 2008

## وصلات خارجية
- إنيغما على موقع ميوزك برينز (الإنجليزية)
- إنيغما على موقع أول ميوزيك (الإنجليزية)
- إنيغما على موقع ديسكوغز (الإنجليزية)

- ، موقع إنيغما الرسمي
- الموقع الرسمي للمغني بيتر كورنليوس
- إنيغما  على فيسبوك.